# Senyoriu de Montribloud
El senyoriu de Montribloud fou una petita jurisdicció feudal del país de Dombes, que va ser donada per Humbert VI senyor de Thoire-Villars a son cosí Eudes de Villars, senyor de Monteiller, a canvi de Beauvoir, i que comprenia quatre parròquies. Eudes va morir sense fills el 1418 i va passar als seus nebots de la família de Beaume-Montrevel. El 1590, Antoni, membre de la família senyorial, la va vendre a Martí i Joan de Covet, els successors dels quals van obtenir l'elevació del senyoriu a comtat el 1660. El 1754 el comtat fou venut a la família Nicolau. Es va extingir amb la revolució el 1789.